# 発射不能の銃
座標: 北緯40度45分03秒 西経73度58分04秒 / 北緯40.75083度 西経73.96778度
『発射不能の銃』（はっしゃふのうのじゅう、The Knotted Gun、Non-Violence）は、スウェーデンの芸術家 カール・フレデリック・ロイテルスワルトによる作品。銃身が曲げられ、発砲できないように結ばれた形となったコルトパイソン.357マグナム回転式拳銃の特大ブロンズ彫刻。

## 歴史
ビートルズのメンバーであったジョン・レノンの殺害を受け、カール・フレデリック・ロイテルスワルトは、この彫刻を制作。1つは元々、セントラルパークのストロベリーフィールズ記念碑周辺に設置された。1988年、ルクセンブルグ公国はそれを国際連合に寄贈、作品は国連本部すぐそばに移された。
1993年以来、この彫刻作品は暴力防止教育プログラムを通じて社会の変化を促進する非営利団体（NPO）である非暴力プロジェクト（NVPF）のシンボルにもなっている。
2011年に、ビートルズの元メンバーであるリンゴ・スターは、鮮やかな色で着色した『発射不能の銃』を発表した。
作品発表30周年を記念し、2018年にはNVPFとアートディーラーのハンセン・ファイン・アートが『発射不能の銃』の1フィート（30.48cm）のミニチュア模型をオンラインで発売。また、国連郵便によって彫刻を描いた3種類の国連切手も発行された。2019年、NVPFはダライ・ラマと協力し、サザビーズでオークションにかけられたダライ・ラマのサインのある1作品を含むをはじめとする、没収された銃を溶かした「ヒューマニウムメタル」から150のミニチュア作品群を制作した。

## 説明
『発射不能の銃』は、スウェーデンの芸術家カール・フレデリック・ロイテルスワルトによる特大コルトパイソン.357マグナム回転式拳銃のブロンズ彫刻で、銃口が結び目で閉じられている。第7代国連事務総長コフィー・アナンは、「この作品は、勝利ではなく平和を求める人類の最大の祈りを、いくつかの単純な曲線で包み込む強力なシンボルとして、人類の意識を高めた」と述べている。
スウェーデン・ルンドにあるパブリックアートのためのスケッチ美術館には作者ロイテルスワルトがジョン・レノンとボブ・クレイン殺害に対する彼の悲しみが彼にこのアートワークをデザインするよう促したことを示す銃のスケッチを所蔵している。

## 場所
現在、同作品は世界の31か所に存在する。これらは以下のような場所にある。
| 番号 | 国名                  | 写真 | 都市名                     | 場所                                                     | 設置年 |
| ---- | --------------------- | ---- | -------------------------- | -------------------------------------------------------- | ------ |
| 1    | スウェーデン          |      | マルメ                     | ベイガーズ・プラッツ (原作)                              | 1985   |
| 2    | スウェーデン          |      | ストックホルム             | セルゲルガタン                                           |        |
| 3    | スウェーデン          |      | ヨーテボリ                 | クングスポーツスヴェンニェン                             |        |
| 4    | スウェーデン          |      | ヨーテボリ                 | ヨーテボリ・ホグレ・サムスコーラ・スタンプガタン         |        |
| 5    | スウェーデン          |      | ヨーテボリ                 | ヨーテボリ・ホグレ・サムスコーラ・フォーレニングスガタン |        |
| 6    | スウェーデン          |      | ボロース                   | アンナ・リンド公園                                       |        |
| 7    | スウェーデン          |      | ルンド                     | パブリックアートのためのスケッチ美術館                   |        |
| 8    | スウェーデン          |      | ストックホルム県タビー     | ロスラグスバナン                                         |        |
| 9    | スウェーデン          |      | ストックホルム県フィッチャ | 地下鉄フィッチャ駅                                       |        |
| 10   | スウェーデン          |      | ストックホルム             | 地下鉄オーケショブ駅                                     |        |
| 11   | スウェーデン          |      | ハルムスタッド             | ブロガタン                                               |        |
| 12   | スウェーデン          |      | ハルムスタッド             | トランスポートヴァーゲン AJ プロダクター本社             |        |
| 13   | スウェーデン          |      | テルバーグ                 | オヴァバックスヴバッツ 17 グリーンホテル                 |        |
| 14   | スウェーデン          |      | ランズクルーナ             | カサーンプラン                                           |        |
| 15   | アメリカ合衆国 (原作) |      | ニューヨーク               | 国際連合本部ビル                                         | 1988   |
| 16   | ルクセンブルク (原作) |      | キルシュベルグ             | セントラル・パーク                                       |        |
| 17   | 中国                  |      | 北京                       | 朝陽公園                                                 |        |
| 18   | 中国                  |      | 南京                       | 1865創意公園                                             |        |
| 19   | ドイツ                |      | ベルリン                   | ドイツ連邦首相府（首相官邸）                             |        |
| 20   | フランス              |      | カーン                     | メモリアル・ド・カーン                                   |        |
| 21   | スイス                |      | ローザンヌ                 | オリンピック・ミュージアム                               |        |
| 22   | 南アフリカ            |      | ケープタウン               | ビクトリア&アルフレッド・ウォーター・フロント            |        |
| 23   | メキシコ              |      | メキシコシティ             | ナウカルパン                                             |        |
| 24   | メキシコ              |      | メキシコシティ             | ポランコ                                                 |        |
| 25   | インド                |      | チェンナイ                 | ペランバー                                               |        |
| 26   | ジョージア            |      | ルキ                       | セナキ - レセリゼ・ハイウェイ                            |        |
| 27   | レバノン              |      | ベイルート                 | シーフロント                                             | 2018   |
| 28   | 北アイルランド        |      | ベルファスト               | ガードウッド・コミュニティ・ハブ （オルソン家寄贈）      | 2019   |